# Lamberville (Manche)
Pour les articles homonymes, voir Lamberville.
Lamberville est une commune française, située dans le département de la Manche en région Normandie, peuplée de 167 habitants.

## Géographie

### Localisation
La commune est à l'est du pays saint-lois. Son petit bourg est à 8,5 km au nord-est de Torigni-sur-Vire, à 9 km à l'ouest de Caumont-l'Éventé, à 15 km au sud-ouest de Balleroy et à 16 km à l'est de Saint-Lô.
| Saint-Jean-d'Elle (comm. dél. de Rouxeville) | Saint-Jean-d'Elle (comm. dél. de Vidouville) | Saint-Jean-d'Elle (comm. dél. de Vidouville) |
| Saint-Jean-d'Elle (comm. dél. de Précorbin)  | Lamberville                                  | Biéville                                     |
| Saint-Amand                                  | Saint-Amand                                  | Biéville                                     |

### Géologie et relief
Le point culminant (181 m) se situe en limite sud-ouest, près du lieu-dit le Roquier. Le point le plus bas (95 m) correspond à la sortie du ruisseau de Parquet du territoire, au nord-est. La commune est bocagère.

### Hydrographie
Lamberville est dans le bassin de la Vire. Les deux ruisseaux qui parcourent le territoire communal, le ruisseau de Parquet et le Cauvin, livrent leurs eaux à la Drôme en dehors du territoire, à l'est. Le Cauvin draine le centre de la commune et le ruisseau de Parquet marque la limite nord. Une frange ouest alimente le ruisseau de Précorbin, affluent direct de la Vire.
La commune est située dans le bassin Seine-Normandie. Elle est drainée par le Cauvin, le cours d'eau 01 de la commune de Biéville et le ruisseau de Parquet,,.

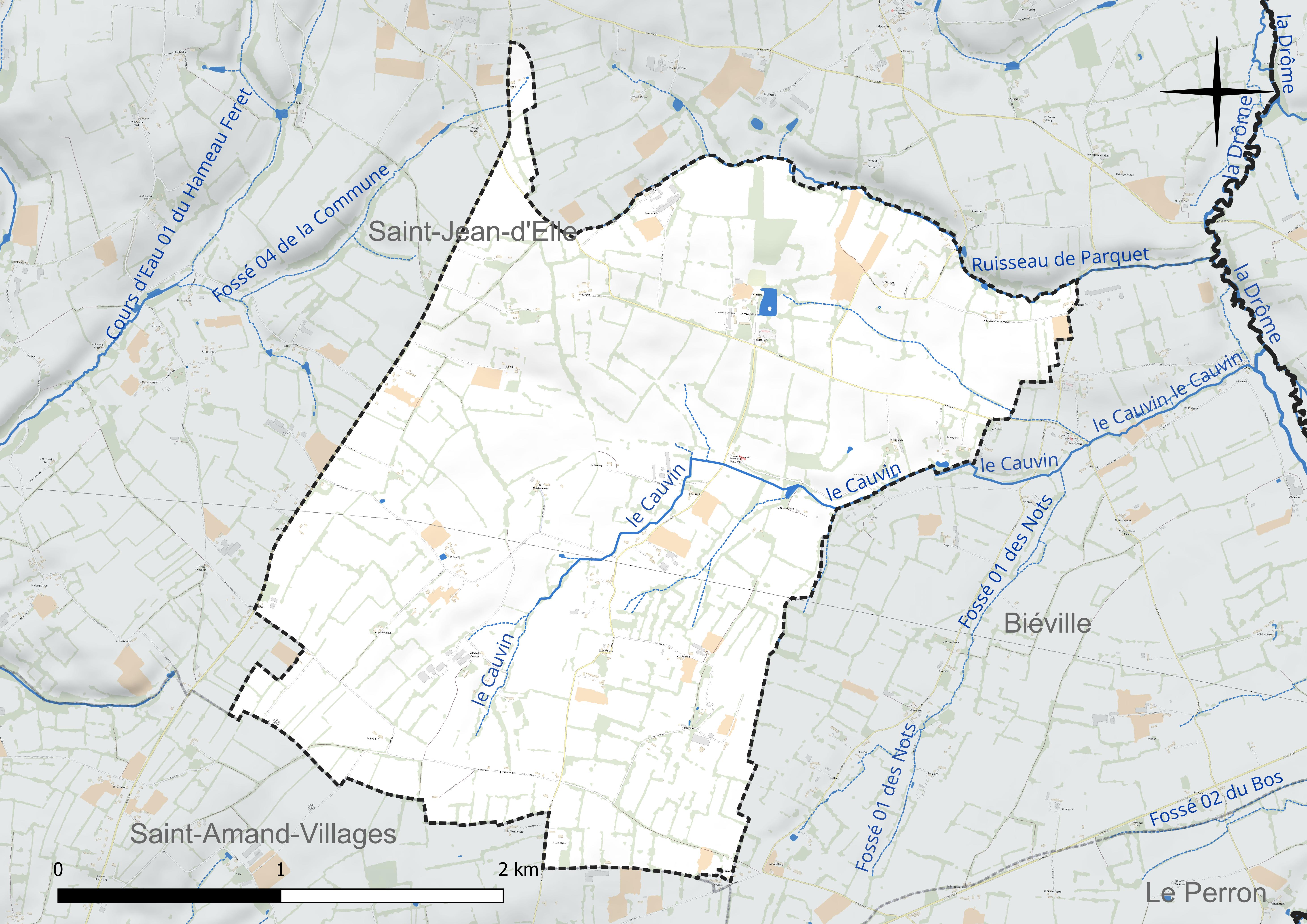
Réseau hydrographique de Lamberville.

### Climat
Pour des articles plus généraux, voir Climat de la Normandie et Climat de la Manche.
En 2010, le climat de la commune est de type climat océanique franc, selon une étude du CNRS s'appuyant sur une série de données couvrant la période 1971-2000. En 2020, Météo-France publie une typologie des climats de la France métropolitaine dans laquelle la commune est exposée à un climat océanique et est dans la région climatique  Normandie (Cotentin, Orne), caractérisée par une pluviométrie relativement élevée (850 mm/a) et un été frais (15,5 °C) et venté. Parallèlement le GIEC normand, un groupe régional d’experts sur le climat, différencie quant à lui, dans une étude de 2020, trois grands types de climats pour la région Normandie, nuancés à une échelle plus fine par les facteurs géographiques locaux. La commune est, selon ce zonage, exposée à un « climat contrasté des collines », correspondant au Bocage normand, bien arrosé, voire très arrosé sur les reliefs les plus exposés au flux d’ouest, et frais en raison de l’altitude.
Pour la période 1971-2000, la température annuelle moyenne est de 10,5 °C, avec une amplitude thermique annuelle de 12,3 °C. Le cumul annuel moyen de précipitations est de 949 mm, avec 13,9 jours de précipitations en janvier et 8,2 jours en juillet. Pour la période 1991-2020, la température moyenne annuelle observée sur la station météorologique la plus proche, située sur la commune de Caumont-sur-Aure à 8 km à vol d'oiseau, est de 11,3 °C et le cumul annuel moyen de précipitations est de 914,1 mm,. Pour l'avenir, les paramètres climatiques de la commune estimés pour 2050 selon différents scénarios d’émission de gaz à effet de serre sont consultables sur un site dédié publié par Météo-France en novembre 2022.

## Urbanisme

### Typologie
Au 1er janvier 2024, Lamberville est catégorisée commune rurale à habitat très dispersé, selon la nouvelle grille communale de densité à sept niveaux définie par l'Insee en 2022.
Elle est située hors unité urbaine.
Par ailleurs la commune fait partie de l'aire d'attraction de Saint-Lô, dont elle est une commune de la couronne,. Cette aire, qui regroupe 63 communes, est catégorisée dans les aires de 50 000 à moins de 200 000 habitants,.

### Occupation des sols
L'occupation des sols de la commune, telle qu'elle ressort de la base de données européenne d’occupation biophysique des sols Corine Land Cover (CLC), est marquée par l'importance des territoires agricoles (100 % en 2018), une proportion identique à celle de 1990 (100 %).
La répartition détaillée en 2018 est la suivante : terres arables (51 %), prairies (47,7 %), zones agricoles hétérogènes (1,3 %).

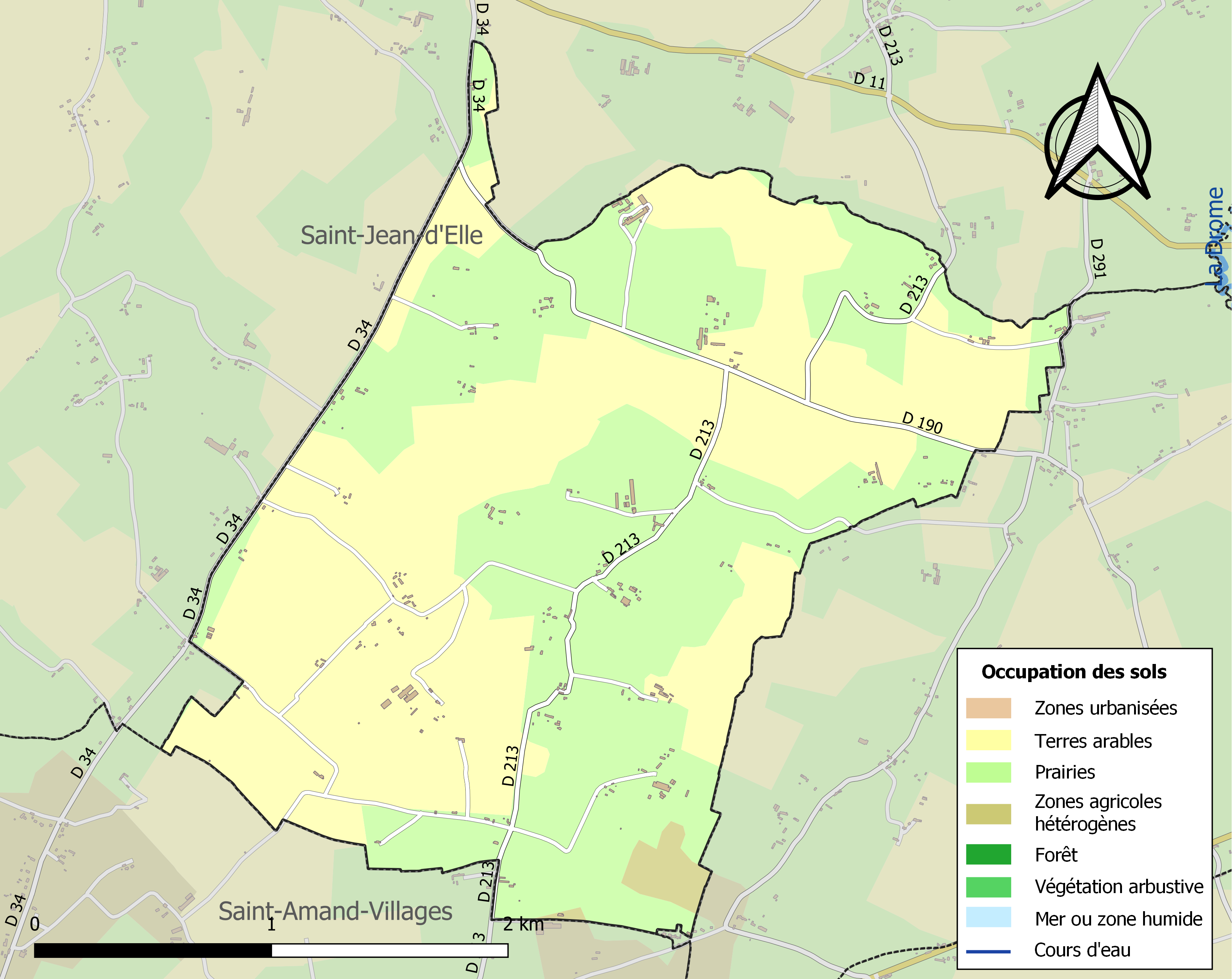
Carte des infrastructures et de l'occupation des sols de la commune en 2018 (CLC).

L'évolution de l’occupation des sols de la commune et de ses infrastructures peut être observée sur les différentes représentations cartographiques du territoire : la carte de Cassini (XVIIIe siècle), la carte d'état-major (1820-1866) et les cartes ou photos aériennes de l'IGN pour la période actuelle (1950 à aujourd'hui).

### Lieux-dits, hameaux et écarts
La commune présente un habitat dispersé typique du Bocage normand, composé d'une vingtaine de hameaux : le bourg de Lamberville, les Monteries, la Pitelière, la Ricardière, le Saussey, la Meslerie, la Monnerie (où se situe le Moulin Cauvin), la Bonnardière, le Presbytère, la Fertière, Chanteloup, la Morinière, la Campagne, la Croix Jolie, la Nicollière, la Folle ès Faudais, le Roquier, la Forge au Pas, le Breuil, la Beauconnière, les Vaux, la Pourrie, les Landes.

### Voies de communication et transports
Le territoire est à l'écart des axes routiers principaux, traversé par la modeste route départementale no 190 reliant Rouxeville au nord-ouest à Dampierre au sud-est. Elle croise dans le petit bourg la D 213 qui permet de rejoindre la D 11 (Saint-Lô - Caumont-l'Éventé) au nord et la D 13 (Torigni-sur-Vire - Caumont-l'Éventé) au sud. Par Torigni-sur-Vire, on accède à l'A84 à Guilberville (échangeur 40) à 15 km au sud.

## Toponymie
Le nom de la localité est attesté sous la forme Lambervilla en 1159.
À l'origine Landbert Villa était le domaine (ville en ancien français) du colon germanique Landbert.
Le gentilé est Lambervillais.

### Micro-toponymie
Le Breuil signifiait en langue d'oïl « petit bois ».
Chanteloup est un toponyme courant, qui désignait un endroit où les meutes de loups hurlaient. Nombre de communes et hameaux français portent ce nom, attesté dès les XIe – XIIIe siècles sous la forme Cantu Lupi. Ce toponyme indique aussi la présence importante de bois et forêts autrefois dans ces lieux.
Landes désignait une vaste prairie.
Les lieux en Y-ière, Y-erie, le Y sont des constructions « plus récentes » (post-Moyen Âge). À l'origine, ils désignaient le corps agricole détenu par la famille Y. Monteries = ferme des Monter ; Pitelière = ferme des Pitel ; Ricardière = ferme des Ricard ; Saussey = ferme des Saussey ; Meslerie = ferme des Mesle ; Monnerie = ferme des Mons ; Bonnardière = ferme des Bonnard ; Fertière = ferme des Fertin ; Morinière = ferme des Morin ; Nicollière = ferme des Nicolle ; Folle ès Faudais = ferme des Faudais ; Roquier = ferme des Roquier ; Beauconnière = ferme des Beaucon ; Vaux = ferme des Vaux.

## Histoire

### Temps modernes
En 1577, le bourg a pour seigneur Louis de Pierrepont.
Sous l'Ancien Régime, la paroisse dépendait de la sergenterie de Thorigny, de l'élection de Bayeux (1612/1636, 1677), puis de celle de Saint-Lô (1713), et de la généralité de Caen.

### Révolution française et Empire
À Pâques 1796, la bande de David la Terreur commet plusieurs massacres dans les environs de Bayeux. Après l’assassinat de l'abbé Hébert au Tronquay, vingt-deux pseudo-Chouans après avoir atterri et dénoncés par Angélique Lehaguais, née Porée-Hergas (1739-1796), fermière à Lamberville furent arrêtés quelque temps plus tard et passée par les armes à Caen, à l'exception d'un, Jean David, qui revint avec deux comparses venger ses frères le 15 juin 1796 en exécutant la fermière.

## Politique et administration

### Tendances politiques et résultats
- Les électeurs de la commune placent Marie-Pierre Fauvel et Michel de Beaucoudrey (Divers droite) en tête au premier et au second tour des élections départementales de 2015[23].

- Les électeurs de la commune placent Hervé Morin (Liste d'Union de la droite) en tête au premier et au second tour des élections régionales 2015[24].

### Administration municipale
| Période                                  | Période   | Identité              | Étiquette | Qualité     |
| ---------------------------------------- | --------- | --------------------- | --------- | ----------- |
| 1901                                     | 1919      | Désiré Lenauld        |           |             |
| 1919                                     | 1956      | Octave Lenauld        |           |             |
| 1956                                     | 1994      | Désiré Lenauld        |           |             |
| juin 1995                                | mars 2001 | Roger Gaillard        | SE        | Agriculteur |
| mars 2001                                | mai 2020  | François de Brunville | SE        | Agriculteur |
| mai 2020                                 | En cours  | Bernard Fousse        | SE        |             |
| Les données manquantes sont à compléter. |           |                       |           |             |

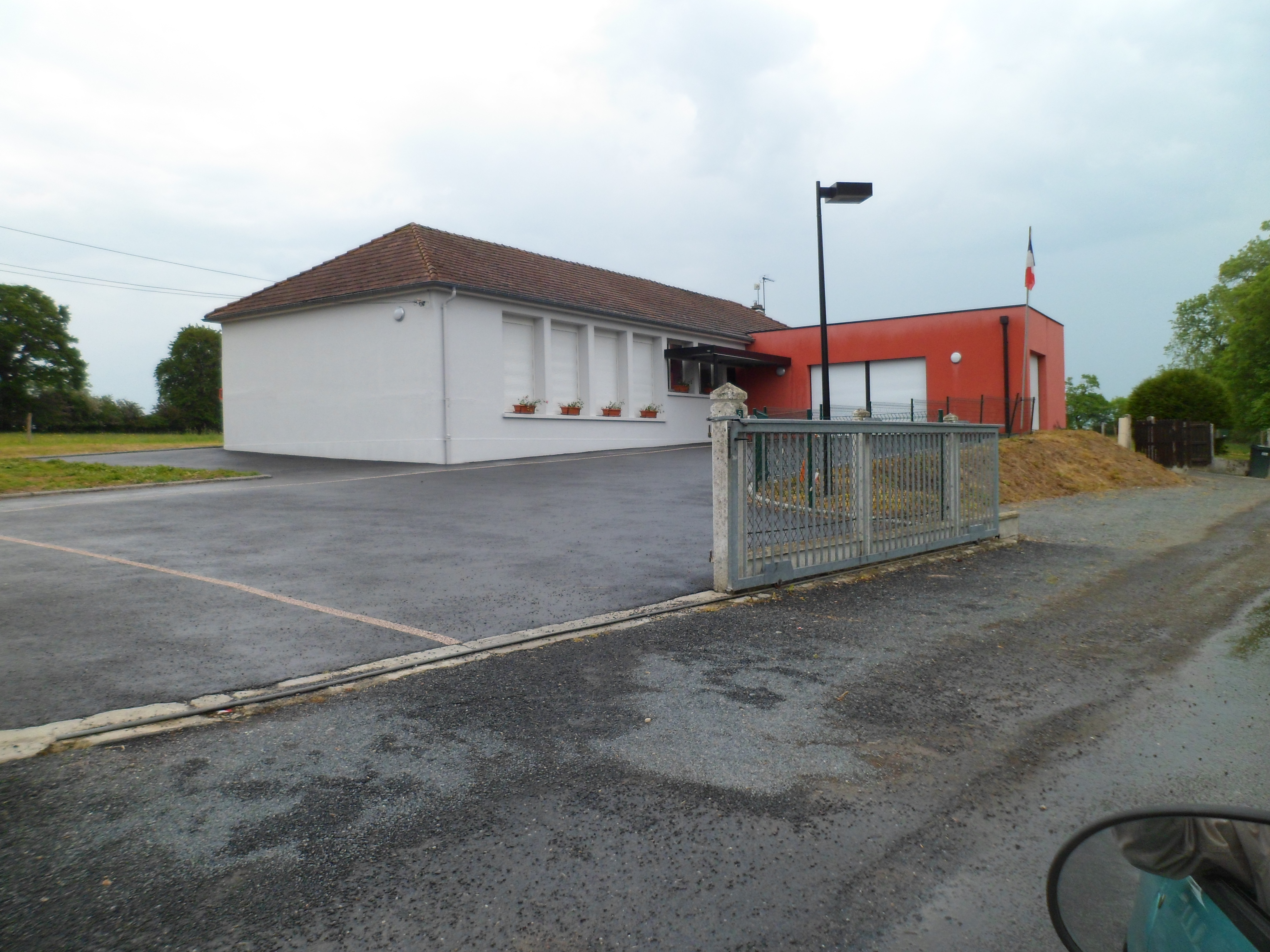
La mairie.

Le conseil municipal est composé de onze membres dont le maire et deux adjoints.

## Population et société

### Démographie
L'évolution du nombre d'habitants est connue à travers les recensements de la population effectués dans la commune depuis 1793. Pour les communes de moins de 10 000 habitants, une enquête de recensement portant sur toute la population est réalisée tous les cinq ans, les populations de référence des années intermédiaires étant quant à elles estimées par interpolation ou extrapolation. Pour la commune, le premier recensement exhaustif entrant dans le cadre du nouveau dispositif a été réalisé en 2005.
En 2022, la commune comptait 167 habitants, en évolution de −4,02 % par rapport à 2016 (Manche : −0,31 %, France hors Mayotte : +2,11 %).
Lamberville a compté jusqu'à 538 habitants en 1841.
| 1793 | 1800 | 1806 | 1821 | 1831 | 1836 | 1841 | 1846 | 1851 |
| ---- | ---- | ---- | ---- | ---- | ---- | ---- | ---- | ---- |
| 287  | 282  | 303  | 320  | 314  | 325  | 538  | 516  | 478  |

| 1856 | 1861 | 1866 | 1872 | 1876 | 1881 | 1886 | 1891 | 1896 |
| ---- | ---- | ---- | ---- | ---- | ---- | ---- | ---- | ---- |
| 418  | 423  | 431  | 401  | 397  | 393  | 374  | 382  | 349  |

| 1901 | 1906 | 1911 | 1921 | 1926 | 1931 | 1936 | 1946 | 1954 |
| ---- | ---- | ---- | ---- | ---- | ---- | ---- | ---- | ---- |
| 317  | 320  | 305  | 293  | 311  | 302  | 273  | 272  | 264  |

| 1962 | 1968 | 1975 | 1982 | 1990 | 1999 | 2005 | 2006 | 2010 |
| ---- | ---- | ---- | ---- | ---- | ---- | ---- | ---- | ---- |
| 236  | 229  | 202  | 192  | 176  | 169  | 159  | 155  | 171  |

| 2015 | 2020 | 2022 | - | - | - | - | - | - |
| ---- | ---- | ---- | - | - | - | - | - | - |
| 174  | 167  | 167  | - | - | - | - | - | - |

### Manifestations culturelles et festivités
Un an sur deux, les années impaires, le dernier dimanche de juillet se tient la fête communale organisée par le comité des fêtes Lamberville - Biéville (les années paires, la fête communale se tient à Biéville).

## Économie
Un parc de six éoliennes est entré en service en 2011. L'une de ces éoliennes est située sur le territoire de Lamberville, les cinq autres sur Saint-Amand,.

## Culture locale et patrimoine

### Lieux et monuments
- Église Saint-Jean des XVIe – XVIIIe siècles. Elle abrite un maître-autel à tombeau galbé (XVIIIe), un lutrin (XIXe), les tableaux la Sainte Famille en marche et saint Louis présentant à la Vierge les instruments de la Passion (XVIIe).
- Ancien pigeonnier, plan d'eau et parc du château (fin XVIIe - début XVIIIe siècle) détruit par les bombardements de juillet 1944. Les communs ont été aménagés en gîtes de chasse et chambre d'hôtes.